# FF 91
FF 91 – elektryczny samochód osobowy typu crossover klasy pełnowymiarowej produkowany pod amerykańską marką FF od 2023 roku.

## Historia i opis modelu

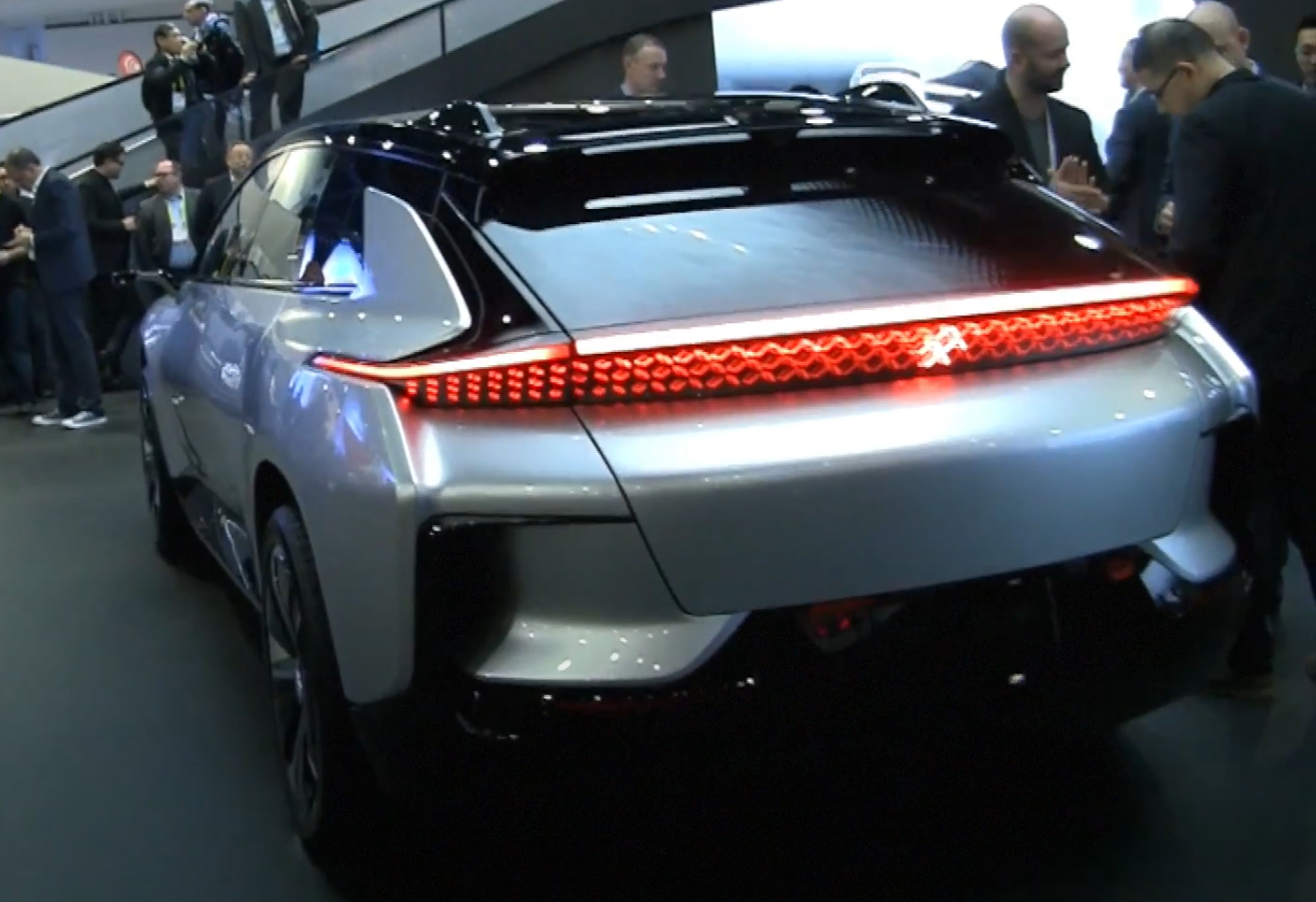
FF 91 - tył

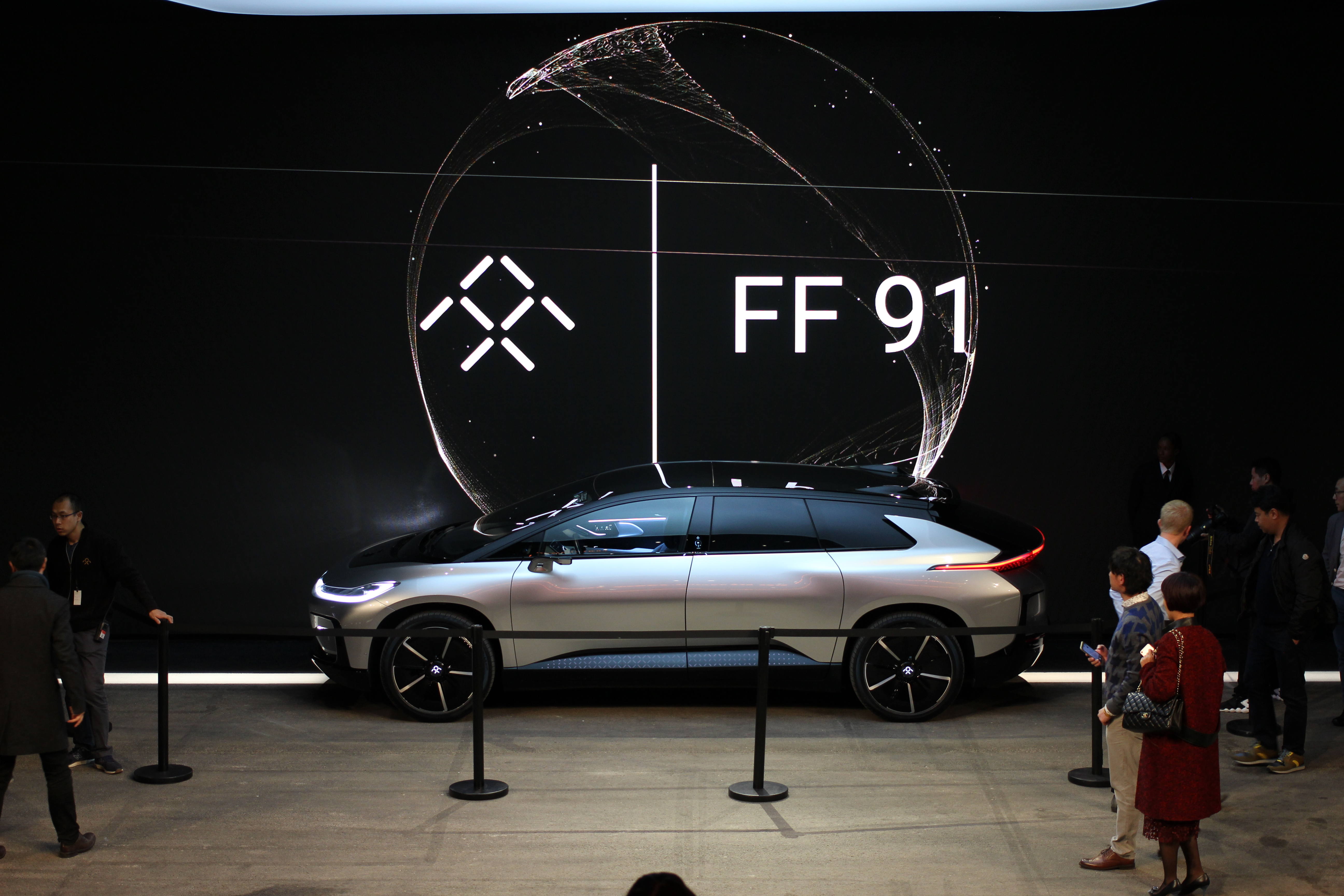
FF 91 - sylwetka

FF 91 został przedstawiony 4 stycznia 2017 roku jako wynik prac kalifornijskiego startupu Faraday Future nad pierwszym produkcyjnym samochodem osobowym o napędzie elektryczny. Samochód przyjął format pełnowymiarowego crossovera z jednobryłowym nadwoziem utrzymanym we futurystycznym wzornictwie. Charakteryzował się dużą powierzchnią szyb, a także pojedynczymi pasami świateł biegnącymi przez pas przedni i tylny.
Dwa i pół roku po premierze, Faraday Future zaprezentował oficjalne fotografie przedstawiające wystrój kabiny pasażerskiej i kokpitu FF 91. Samochód wyróżnia się czterema niezależnymi siedziskami, 11,6-calowy ekran dotykowy w konsoli centralnej i dwa pozostałe wyświetlacze w miejscu zegarów i schowku pasażera.

### Sprzedaż
W ciągu 2 dni od premiery FF 91, Faraday Future zebrał 64 tysiące wstępnych zamówień na pojazd. Produkcja wstępnych egzemplarzy rozpoczęła się w sierpniu 2018 roku w kalifornijskich zakładach w Hanford, planując wówczas początek sprzedaży na pierwsze miesiące 2019 roku.  Plany te nie spotkały się jednak z realizacją, a w związku z zawartym w lutym 2021 roku porozumieniem między Faraday Future a chińskim Geely i tajwańskim Foxconn, produkcja FF 91 miała ruszyć ostatecznie w 2022 roku w Chinach na potrzeby rynku globalnego i eksportu. Założenia te z czasem również uległy rewizji, by po kolejnych komplikacjach rozpocząć się ostatecznie w kwietniu 2023 w pierwotnie zakładanej lokalizacji - w amerykańskim Hanford, 6 lat po premierze. Dostawy pierwszych egzemplarzy ruszyły pod koniec maja, z ceną 309 tysięcy dolarów za pierwszą serię topowo wyposażonych samochodów.

### Dane technizne
FF 91 ma napęd na cztery koła, rozwijając maksymalną moc 1065 KM. Maksymalny moment obrotowy to 1800 Nm, z kolei od 0 do 100 km/h pojazd przyśpiesza w czasie 2,39 sekundy. Maksymalny zasięg pojazdu określono na 600 kilometrów, z kolei w ciągu 4,5 godziny akumulator może odzyskać 50% stanu.